# Ludwik Paszkiewicz
Ludwik Witold Paszkiewicz (né le 21 octobre 1907 à Wola Gałęzowska en Pologne - mort au combat le 27 septembre 1940 à Borough Green dans le Kent au Royaume-Uni) est un pilote de chasse polonais, as des forces armées polonaises de la Seconde Guerre mondiale, titulaire de six victoires homologuées.

## Biographie
Ludwik Paszkiewicz est reçu bachelier à Lublin, il fait ses études à l'École polytechnique de Varsovie puis à l'École polytechnique de Lwów. En 1931, après avoir terminé ses études il est appelé sous les drapeaux et entre à l'école des cadets officiers de la force aérienne à Dęblin, le 4 août 1934 il est promu sous-lieutenant et reçoit son affectation à la 112e escadrille de chasse. En 1937 il est promu lieutenant et la même année se marie avec Maria Piwnicka, un an plus tard vient au monde sa fille.
En 1939 il prend le commandement de son escadrille et en août de la même année il part en France avec une mission militaire qui a pour objectif l'achat d'avions. Sur place il est surpris par l'éclatement de la guerre. Le 18 mai 1940 il devient le commandant d'une patrouille appartenant au Groupe de Chasse II/8.
Après la bataille de France il arrive en Angleterre. Le 2 août 1940 il est affecté à la 303e escadrille de chasse polonaise. Il remporte sa première victoire le 30 août 1940 sur un Bf110. Le 15 septembre 1940 il devient un as en abattant son cinquième avion ennemi.
Ludwik Paszkiewicz périt au combat le 27 septembre 1940. Il est promu capitaine à titre posthume.
Sa fille unique meurt d'une diphtérie en 1941. Sa veuve participe à l'insurrection de Varsovie et en 1960 elle entre à la Congrégation de l'Immaculée Conception à Szymanów en Pologne, elle décède en 1995.

## Decorations
- Ordre militaire de Virtuti Militari
- La croix de la Valeur Krzyż Walecznych
- Distinguished Flying Cross - britannique

## Tableau de chasse
| Date       | Appareil(s) abattu(s) |
| ---------- | --------------------- |
| 30/08/1940 | Messerschmitt Bf 110  |
| 07/09/1940 | 2 Dornier Do 17       |
| 11/09/1940 | Messerschmitt Bf 110  |
| 15/09/1940 | Messerschmitt Bf 109  |
| 26/09/1940 | Heinkel He 111        |